# Kiseljovsk

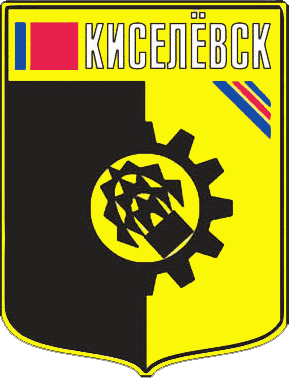
Stadens vapen under sovjettiden.

Kiseljovsk (ryska Киселёвск) är en stad i Kemerovo oblast, Ryssland. Den hade 93 367 invånare i början av 2015, med totalt 98 520 invånare inklusive orten Karagajlinskij som administreras av staden.